# Two Wheels Brazil
Two Wheels Brazil é um evento de motos estilo Kustom Kulture realizado no Brasil. É considerado o maior evento de motocicletas vintage da América Latina. 

## Edições
A primeira edição da feira ocorreu em 12/2011, no bairro do Morumbi, em São Paulo, reúniu construtores de motocicletas customizadas do Brasil, dos Estados Unidos e de outras partes do mundo.

### Edição 2011
Na edição de 2011, contou com a participação de West Coast Choppers, Jeff Wright o criador das motos de Brad Pitt, George Clooney, Keanu Reeves, e outras celebridades de Hollywood, além de Gilby Clarke. O evento também conta com participação dos mais importantes construtores de motos dos EUA, exposição de motocicletas nacionais e importadas, exposição de motos da Polícia Militar além de shows e restaurantes.

### Edição 2012
Para esta edição, os organizadores mudaram o local do evento para um local fora da zona urbana, próximo de São Bernardo do Campo, neste ano o evento contou com a apresentação do ex integrante do Ramonese Misfits, Marky Ramone e do cantor Michael Graves ex integrante do Misfits.